# 李思柱
李思柱（1522年—？），字子勝，直隸真定府冀州武邑縣人，民籍，明朝政治人物。

## 生平
嘉靖二十五年（1546年）丙午科順天府鄉試第二十七名舉人。嘉靖三十八年（1559年）中式己未科三甲第三十八名進士。授浙江永嘉县知县，以耿介削籍。

## 家族
曾祖李強；祖父李瓚；父李義，母宋氏。具庆下。兄李思棟。弟李思桢。